# Atrophothele socotrana
Atrophothele socotrana är en spindelart som beskrevs av Pocock 1903. Atrophothele socotrana ingår i släktet Atrophothele och familjen Barychelidae.
Artens utbredningsområde är Socotra. Inga underarter finns listade.